# Багшиев, Аллаберди
Аллаберди Багшиев (туркм. Allaberdi Bagşyýew; род. 1926, Мервский район, Туркменская ССР, СССР) — тракторист колхоза «Москва» Марыйского района, Туркменская ССР. Герой Социалистического Труда (1965).

## Биография
Родился в 1926 году в крестьянской семье в кишлаке Гокдже (сегодня — Марыйский этрап).
С 1942 по 1952 года трудился разнорабочим в колхозе «Москва» Марыйского района. После окончания школы механизации с 1952 по 1970 года — тракторист в этом же колхозе.
Указом Президиума Верховного Совета СССР от 16 марта 1965 года «за выдающиеся успехи в развитии сельского хозяйства Туркменской ССР» удостоен звания Героя Социалистического Труда с вручением ордена Ленина и золотой медали «Серп и Молот».